# Club Deportivo Ebro

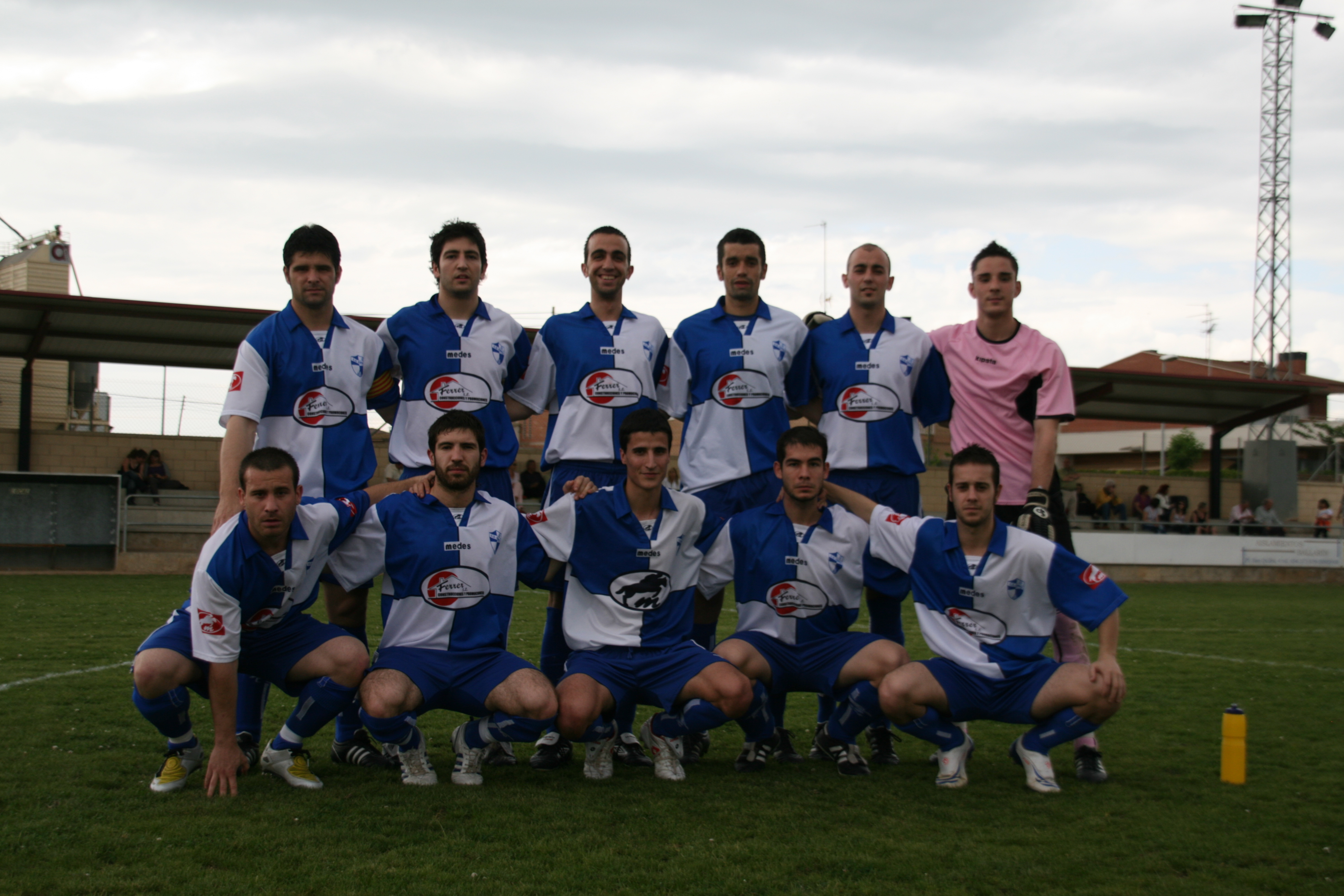
Alineación del Club Deportivo Ebro en un partido del grupo aragonés de la Tercera División (temporada 2008-09).

El Club Deportivo Ebro es un club de fútbol español del barrio zaragozano de La Almozara, en la capital aragonesa, fundado originalmente en 1942. Para la temporada 2026 competirá en  Segunda Federación tras ascender como campeón de la Tercera Federación (Grupo XVII).

## Historia

### Primera etapa
Con la denominación Club Deportivo Ebro se constituyó el club original en 1942, bajo la presidencia de D. Ismael Calavia Murillo en el modesto barrio de La Almozara, popularmente conocido como La Química, por albergar en sus terrenos a la Industrial Química de Zaragoza o la Unión Alcoholera. Compitió en el Campeonato de España de Aficionados hasta finalizar la temporada 1948-49, cuando desaparece tras disputar un último encuentro en Ayerbe durante el mes de septiembre de 1949.

### Refundación
A finales de 1961, varios de los directivos del desaparecido Club Deportivo Ebro, junto a nuevos aficionados residentes en el barrio de La Almozara, y con la ayuda que aporta Domingo Vela, exportero del Real Zaragoza, que se integra como entrenador, crean un nuevo equipo con el mismo nombre que participa en diversos torneos como la Copa Primavera, la Copa Pepsi-Cola y partidos amistosos, jugando en el campo del colegio de los Escolapios. 
Posteriormente, redactan unos Estatutos para darse de alta en la Federación Aragonesa constituyendo una junta directiva el 1 de enero de 1965 y se inscribe como club adherido a la Federación Aragonesa de Fútbol, teniendo que pasar a hacer uso del Campo de San Gregorio, puesto que el de los escolapios no tenía las medidas reglamentarias.
Compite en Segunda Regional hasta la temporada 1979-80, que asciende a Primera Regional, pero desciende al año siguiente.
En la campaña 1990-91 debuta en la Tercera División de España. 

### Ascenso a Segunda B
En la temporada 2014-15 consigue su mayor logro alzándose como campeón del grupo aragonés de la Tercera División y posteriormente ascendiendo a la Segunda División B de España tras imponerse a doble partido al campeón del grupo riojano, el Varea, en el play-off de campeones de grupo. Todo ello se consigue con una estructura formada por una plantilla experimentada en la Tercera División, así como el entrenador José Luis Rodríguez Loreto, y una dirección deportiva dirigida por Ander Garitano, ambos exjugadores zaragocistas, y con Juan Carlos Ruiz de Lazcano como director deportivo del fútbol base.
A la temporada siguiente, sin embargo, se decide prescindir de Loreto para el banquillo, el cual se marcha a la Sociedad Deportiva Ejea de la Tercera División, siguiendo el mismo camino unos cuantos jugadores arlequinados. El entrenador que se haría cargo del equipo a partir de ese momento sería Emilio Larraz, que hasta invierno de la temporada anterior entrenó al Real Zaragoza "B", que se encontraba en la Segunda División B de España. Para la etapa que inicia el Ebro en Segunda B ficharía un buen número de jugadores aragoneses, exzaragocistas y otros con experiencia en la categoría.
En octubre de 2018 consiguen otro hito, lograr la clasificación para los dieciseisavos de final de la Copa del Rey al imponerse al Lleida en La Almozara y se enfrentarían a un equipo de la Primera División de España en competiciones europeas. El partido de ida se disputaría en el Estadio Municipal de La Romareda. El rival que se revelaría en el sorteo del día posterior a la finalización de la eliminatoria resultaría ser el Valencia Club de Fútbol. 
La temporada siguiente repiten presencia en esa ronda copera donde les apea el CD Leganés. Después de eliminar a la SD Ponferradina de segunda división gracias a un gol del delantero Adria de Mesa en el minuto 114 de partido. 
En la temporada 2021-22 llegan a semifinales de Copa RFEF ganando uno de los billetes para disputar la Copa del Rey, en la que caerían eliminados en primera ronda tras sucumbir en la Romareda ante el Real Club Celta de Vigo por 0-5.

En la temporada 2022-2023 tras 8 años compitiendo nacionalmente tanto en Segunda División B de España como en Segunda Federación el club acaba descendiendo tras una mala temporada en la que primero el entrenador Zaragozano Raúl Jardiel y después, el entrenador del filial, el Club Deportivo Robres Javier Genovés no pudieron evitar descender a un equipo que acabó la temporada colista de su grupo 

En la temporada 2023-2024, el reciente equipo femenino del club asciende a la Tercera Federación Femenina y competirá nacionalmente por primera vez en su historia para la temporada 2024-2025

## Estadio
Desde comienzos de los noventa su terreno de juego fue en el campo de fútbol La Almozara-El Carmen, que está situado en el barrio zaragozano de La Almozara junto al río Ebro, hoy día con superficie de césped artificial. Remodelado en 2009, y de titularidad municipal, su entidad gestora es el propio club ribereño. El anterior campo conocido como El Carmen sobre el que se construyó el actual, también fue de titularidad municipal, e inaugurado en 1990, cuyo terreno de juego era de arena. Antes de este, que fue el primer campo propio del Ebro, el club jugó en los campos de Escolapios (actual Pabellón Almozara) durante los años 80, y anteriormente en los antiguos campos federativos de San Gregorio (campo de fútbol del Cascajo), Picarral o Miralbueno. 
En marzo de 2017 el club solicitaba al ayuntamiento de Zaragoza el uso de La Romareda a causa de las malas condiciones de su antiguo estadio para la categoría. Para la temporada 2019-20, acuerda con la Federación Aragonesa de Fútbol la cesión del estadio Pedro Sancho como nueva cancha local del Ebro. Hasta el final de la temporada 2020-21 sería el conjunto local de la afición arlequinada.
Para la temporada 2021-22 el conjunto arlequinado vuelve a su estadio, en el barrio zaragozano de La Almozara.

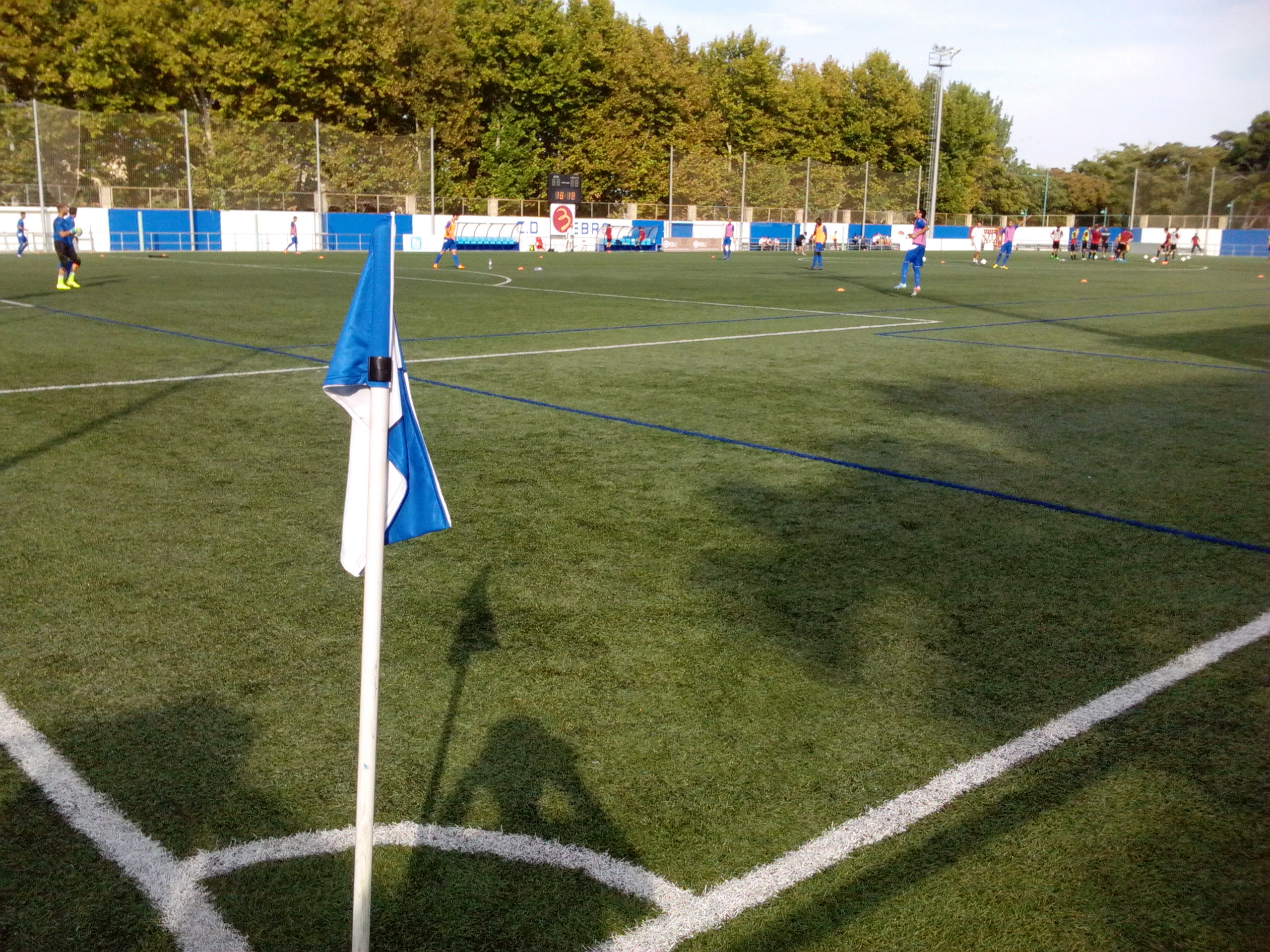
Córner del campo de fútbol de La Almozara.

## Uniforme
- Uniforme titular: Camiseta arlequinada azul y blanca, pantalón y medias azules.
- Uniforme alternativo: Camiseta y pantalón naranjas, medias blancas.
- Marca deportiva: Hummel.
- Patrocinador principal: Bopepor.

## Secciones deportivas
Dentro de la estructura deportiva del Club Deportivo Ebro encontramos, aparte del equipo absoluto de la Tercera RFEF, equipos base desde los juveniles hasta prebenjamines. Cuenta asimismo con un equipo de fútbol femenino en la tercera federación femenina.

## Clubes afiliados
Desde verano de 2017 el Club Deportivo Robres de la localidad monegrina, que compite en la Tercera División de España, se convierte en su primer y único equipo filial senior, firmando dicho acuerdo de filialidad el día 15 de junio
de dicho año.

## Organigrama deportivo

### Jugadores
Durante la etapa en el que el Club Deportivo Ebro era un equipo de las categorías regionales aragonesas sus jugadores eran, como otros tantos, aficionados no profesionales los que pasaron por el Campo del Carmen del zaragozano barrio de La Almozara. Sin embargo, en cuanto el club tomó su nuevo rumbo y se abrió camino en el semiprofesionalismo, gozó del juego en su equipo de prometedores jugadores de la cantera zaragocista como Adán Pérez, José Carlos Gil, Edu García, Kevin Lacruz u Óscar Valero en sus últimos años en Tercera y sus primeros pasos en Segunda B. Posteriormente, se buscaron jugadores con experiencia en la categoría, a la vez que seguir contando con jugadores aragoneses o formados en las categorías aragonesas.

### Entrenadores
De igual manera, entre sus entrenadores con cierto prestigio vinculados de una manera u otra al Real Zaragoza, partiendo desde D. Domingo Vela en los inicios de la refundación del club, hasta Loreto, artífice del ascenso a Segunda B como entrenador del Ebro y partícipe como jugador de la mítica Recopa de París de 1995, o Emilio Larraz que también formó parte de la entidad zaragocista, siendo entrenador en dos etapas del filial blanquillo.
Cronología de los entrenadores
| - 1999-2000: Enrique Oviedo. - 2000-2001: Julio López. - 2001-2002: Juan Carlos Arribas. - 2002-2004: Pedro Antonio Moreno. |  | - 2012-2013: José Luis Loreto. - 2013-2014: Juan González. - 2014-2015: José Luis Loreto. - 2015-2018: Emilio Larraz. |  | - 2018-2019: Manolo González. - 2019-2021: Manolo Sanlúcar. - 2021-2022: Raúl Jardiel. - 2022-Presente: Javier Genovés. |

## Datos del club
- Temporadas en Segunda B / Segunda Federación: 8.
- Temporadas en Tercera División / Tercera Federación: 22.
- Participaciones en la Copa del Rey: 4.
- Mejor puesto en Copa del Rey: 1/16 de final (en dos ocasiones).
- Mejor posición en liga: 6º (temporada 2017-18).
- Peor posición en liga: 18º (temporada 2022-23).
- Más partidos entrenados: Larraz (117), Salnúcar (58), Raúl Jardiel (51).
- Más partidos disputados: Loscos (115), Alfonso (90), Salva (84).
- Más minutos: Losocos (10.294), Alfonso (8.090), Salva (7.546).
- Más goles: Gabarre (18), Kevin (13), Edu García (9), Altube (9), Raúl (9).
- Más goles en una sola temporada: Gabarre (10, en la 2016-17).
- Extranjero con más partidos disputados: Moustapha (70), Diana (55), Tiago Portuga (41).
- Expulsado más veces: Alfonso (2).
- Más temporadas en el equipo: Loscos (5).
- Mayor goleada conseguida:
  - En casa: C. D. Ebro 5-0 S. D. Leioa (2015-16).
  - Fuera: C. D. Ibiza 0-3 C. D. Ebro (2022-23).
- Mayor goleada encajada:
  - En casa: C. D. Ebro 2-4 Racing de Santander (2020-21).
  - Fuera: Real Madrid Castilla 5-1 C. D. Ebro (2015-16).

## Palmarés
Nota: en negrita competiciones vigentes en la actualidad.
| Competición nacional             | Títulos  | Subcampeonatos |
| -------------------------------- | -------- | -------------- |
| Tercera División de España (1/0) | 2014-15. |                |

| Competición regional                | Títulos           | Subcampeonatos    |
| ----------------------------------- | ----------------- | ----------------- |
| Regional Preferente de Aragón (2/2) | 1989-90, 2009-10. | 1995-96, 1998-99. |
| Primera Regional de Aragón (0/1)    |                   | 1987-88.          |
| Segunda Regional de Aragón (0/2)    |                   | 1979-80.          |
| Tercera Regional de Aragón (1/0)    | 1973-74.          |                   |